# Río Traidor (Cochamó)
El río Traidor es un curso natural de agua que nace en el Portezuelo Valverde y fluye con dirección general sur hasta desembocar en la ribera norte del río Cochamó.
(No confundir con el río Traidor (Puelo).)

## Historia
Luis Risopatrón lo describe en su Diccionario Jeográfico de Chile de 1924:
Traidor (Rio). 41° 24' 72° 07' Es de corto curso, se dirije hácia el S i afluye a la márjen N del rio Cochamó, al W de la desembocadura del rio Valverde; fué bautizado con aquel nombre por Fisher, por haberle hecho perder dos dias de marcha con sus crecidas, en 1893. 105, p. 45 i 53; 134; i 156.